# Spirit circle-魂環-
《Spirit circle-魂環-》是由水上悟志創作的奇幻題材日本漫畫，於少年畫報社月刊《YOUNG KING OURs》2012年7月號開始連載，2016年5月號完結，單行本全6冊。劇情講述平凡的中學生桶屋風太看見轉學生石神鑛子的背後靈，讓鑛子察覺到風太的前世是她的仇人。她於是拿出「魂環」，打算讓風太看他在七個前世的所作所為，然後將他消滅。
作者水上在快要畫完《惑星公主蜥蜴騎士》時有了本作的構想。水上最一開始想到的是結局，劇情的發展則是在連載開始前夕，甚至是連載開始後才一邊擬定。《Spirit circle-魂環-》獲得外界好評，評論家大多稱讚本作的劇情和作者的說故事功力，但認為畫功差強人意。2017年，本作入圍日本星雲獎最佳漫畫。

## 劇情大綱
中學二年級的桶屋風太有著能看到靈體的能力。一天，學校來了個轉學的女生石神鑛子，風太很快就受到她的姿態吸引，但因為看得見其背後靈伊斯特的緣故而被鑛子發現，鑛子將他視為前世的仇人「弗爾托那」。在她的強迫下，風太用「魂環」看見了自己的第二個前世，見證兩人確實有著難以言喻的恩怨情仇。鑛子揚言要在風太看完全部七個前世後，用魂環消滅掉他的靈魂。
因為前世殘留記憶的關係，風太意外喚出前世同伴「倫」，從她手中得到魂環。藉由這個魂環，風太開始一一回顧自己的前世。七個前世的背景橫跨史前到德川、現代到未來，今世遇到的人在前世裡以各種身份出現，鑛子與風太的前世也各有不同的互動。前世的意識會干涉風太的心，讓他感到五味雜陳，想要化解恩怨的意志也逐漸堅定。看完五個前世後，風太向鑛子告白，鑛子雖然動搖，但仍堅持要在風太看完所有前世後進行生死決鬥。
弗爾托那是風太的第一個前世，但在弗爾托那意識的干涉下，風太一直到最後才能觀看。在該前世中，弗爾托那、伊斯特、倫和鑛子情同家人，然而弗爾托那為了保存伊斯特和師傅的性命，不惜犧牲無辜也要使用「魂環」，導致鑛子與他反目。弗爾托那在死前埋下伏筆，讓今世的風太在看完那個前世後即被他佔據意識。弗爾托那用風太的身體與鑛子決鬥，打算按照自己生前的計畫，用魂環吞噬世界並化為能量，得到操控生死的能力。風太及時聯合其他前世的意識封印了弗爾托那，並將魂環此一禁忌武器交給高等智慧星靈，徹底化解了前世的宿怨。最終，風太與鑛子繼續過著他們的人生。

## 登場人物

### 主要角色
桶屋風太（おけや ふうた）
中學二年級，美術社成員。可以看得到靈體，臉上的胎記是在第三個前世受巫女（鑛子）詛咒而成，因為太顯眼所以用貼布遮住。與鑛子認識不久就喜歡上她，一開始是被迫觀看前世，後來為了了解與鑛子的前世恩怨而變得積極。
石神鑛子（いしがみ こうこ）
中學二年級，從東京來的轉學生。額頭上的傷痕源自第一個前世攻進弗爾托那據點時所受的傷，在今世因為一次車禍傷到同個地方而想起前世。認定風太的前世弗爾托那是她的仇人，打算在風太看過前世後消滅他，但其實不討厭風太這個人。
伊斯特
鑛子的背後靈，個性溫和，不支持將風太視為前世，也曾試圖阻止過風太去看前世。實際上是來自第一個前世的靈體，在該前世中和風太是好朋友，與鑛子和倫也很親密。
倫
來自第一個前世的靈體，稱風太為「師傅」。是較特別的靈體，只要風太想碰就碰得到。
高山大樹（たかやま だいき）
中學二年級，風太的同學兼好友，歷史社成員。瞇瞇眼，個性沉穩。出現在第三、四、五、六、七個前世。
真城鐵馬（ましろ てつま）
中學二年級，風太的同學兼好友，田徑隊成員，綽號為「小鐵」。個性較外向。出現在第三、四、五、六、七個前世。
野野村雅火（ののむら みやび）
中學二年級，風太的同學兼好友，美術社成員，綽號為「野野」，暗戀風太。出現在第四、五、六、七個前世。
海島水乃（うみしま みずの）
中學二年級，風太的同學兼好友，柔道社成員，綽號為「小海」，試圖幫助野野的戀情開花結果。出現在第四、五、六、七個前世。

### 其他角色
鈴
在第二個前世首次露臉，在第一、三個前世也有出現。在以上前世中都是風太心心念念的女性，關係按照順序分別是師傅、愛人和養女。在今世轉生成風太之母生下的雙胞胎鈴花。
法蘭貝
在第五個前世首次露臉，在第一、三、六個前世也有出現。在以上前世中都是風太的弟弟，或者是像弟弟一樣的角色。在今世轉生成雙胞胎伸一。
桶屋桃吉（おけや とうきち）
風太的父親，十足的御宅族。出現在第四個前世。
桶屋砂和（おけや さわ）
風太的母親，懷有身孕。出現在第五個前世。
吾妻（あづま）
風太的班級導師。出現在第三、六個前世。
鑛子的父親
很富有。出現在第二、三個前世。
史帕斯希菲卡
守護地球的星靈。
四柱
相當高等的智慧生物，外表是人類，可以掌握人的輪迴。

## 創作過程
水上構思本作時首先想到的是結局。他在快要畫到《惑星公主蜥蜴騎士》最終話時，腦中突然閃過《Spirit circle-魂環-》最終話的大致感覺。水上沒有考慮人的部分，一直到連載將近時，才開始構思男主角風太和女主角鑛子等角色。本作的初始結構類似《火之鳥 鳳凰篇 我王的冒險》，先安排好幾個角色，然後每次花三至四話介紹他們各自的人生。連載開始前夕，編輯長催問他下一個故事大概是怎樣的感覺，水上匆忙之間欲想出一個故事架構交差，此時卻自己連第一話都想不出。水上認為架構不順利的原因是他太過追隨《火之鳥》，隨後他突然想到，有個貫串整個故事的主角比較好，於是風太隨之誕生，且開場最好設定在現代，以利讀者進入故事。倫的角色形象比風太早誕生，關於倫的最初構想是像火之鳥那麼大的角色，但最後不如所想。
對於這些個別獨立的故事是否要互相關聯，水上表示他是邊畫邊想的。他事先想好的只有最終話的意象，以及要在什麼地方匯集伏筆，至於其餘的前世要花幾話描寫則沒有考慮。連載前決定好的大概只有到埃及篇而已，在那之後的都還沒定案，因此每一話的分鏡都是經過一番摸索才畫出來的。水上認為只要結局已經決定好，接下來都能想得出點子，並且他也相信未來的自己好歹能應付得來，所以只要有想到伏筆都直接加進去。
《Spirit circle-魂環-》刊載於少年畫報社發行的月刊《YOUNG KING OURs》（以下簡稱《YKOURs》），於2012年7月號（2012年5月30日發售）開始連載。水上在《YKOURs》連載本作的同時，也在別處連載《戰國妖狐》。本作的Logo和封面設計由荻原榮一操刀。責任編輯為負責過同誌作品《朝霧的巫女》的須見武廣，和水上是第一次合作。助手自始而終都是蝶田、臼井仁志、相模映三人。水上的孩子在連載期間（2015年2月）出生。為了準備下一個企劃《行星与共》，水上安排《Spirit circle-魂環-》在2016年5月號（2016年3月30日發售）完結，《戰國妖狐》也在2016年5月結束連載。
在水上與石黑正數的對談活動中，石黑認為水上和他都會「毫不吝惜地把可以用很久的龐大內容一下子花掉」，水上承認的確蠻常被這樣講，像是他在連載《Spirit circle-魂環-》時，另一個漫畫家山村哉就曾跟他說「明明畫慢點就可以了」。水上認為自己在畫《惑星公主蜥蜴騎士》和本作的時候都是盡可能的在塞內容，這樣的分鏡方式到了《行星与共》中有所改變。對於畫過特別喜歡的場景，水上認為是第六冊開頭弗爾托納從樓梯上摔下來時想著「原來這就是所謂的邪魔歪道啊」那一幕。

## 出版書籍
| - 第1環 風·1 - 第2環 風·2 - 第3環 風·3 - 第4環 Spirit circle | - 第5環 馮·1 - 第6環 馮·2 - 第7環 馮·3 |

| - 第8環 史托娜 - 第9環 夢 - 第10環 弗洛·1 - 第11環 弗洛·2 | - 第12環 弗洛·3 - 第13環 弗洛·4 - 第14環 前世痴呆 |

| - 第15環 方太郎·1 - 第16環 方太郎·2 - 第17環 方太郎·3 - 第18環 方太郎·4 | - 第19環 方太郎·5 - 第20環 城鎮·1 - 第21環 城鎮·2 |

| - 第22環 拉法爾·1 - 第23環 拉法爾·2 - 第24環 拉法爾·3 - 第25環 拉法爾·4 | - 第26環 拉法爾·5 - 第27環 拉法爾·6 - 第28環 拉法爾·7 - 第29環 拉法爾·8 |

| - 第30環 告白·1 - 第31環 告白·2 - 第32環 風子 - 第33環 約會 | - 第34環 弗爾托納·1 - 第35環 弗爾托納·2 - 第36環 弗爾托納·3 - 第37環 弗爾托納·4 |

| - 第38環 弗爾托納·5 - 第39環 弗爾托納·6 - 第40環 弗爾托納·7 - 第41環 如今一切就在這裡·1 - 第42環 如今一切就在這裡·2 | - 第43環 如今一切就在這裡·3 - 第44環 如今一切就在這裡·4 - 第45環 風太·1 - EXTRA 鑛子與鑛子 |

## 迴響
2013年，本作的單行本第2冊在由142位漫畫編輯投票選出的Natalie漫畫大獎中，與其他16部作品並列第29名。2016年，本作被選為「這本漫畫真厲害！」8月份獲獎漫畫之一，排名第六。2017年，本作入圍日本第48屆星雲獎最佳漫畫，不過最終勝出的是《烏龍派出所》。2019年，本作的前5冊獲美國青少年圖書館服務協會（YALSA）選為給青少年看的最佳漫畫之一，該年度共有95部作品入選。銷量方面，作者水上悟志於2023年3月在Twitter上表示，本作至2022年為止的實體發行量為25萬冊。
美國網站ComicsAlliance的編者克萊爾·納皮爾（Claire Napier）認為本作是一則關於寬恕和同情心的故事，尤其情感正是本作的特別之處。就風格來說，納皮爾指出：「水上悟志對喜劇有種偏好，在這本情感方面相當沈重的書中，喜劇元素雖然低調卻時有所見。其呈現方式著重視覺、有鬧劇的風格，不一定是西方讀者能接受的調調。不過這應不至於讓讀者打退堂鼓。」
動畫新聞網的編者在看完第1冊後大多給出好評。奧斯汀·普萊斯（Austin Price）指出，類似的穿越故事很容易陷入敘事困境，不過水上游刃有餘，而且前世的故事都相當強烈。另一方面，普萊斯認為水上的畫風差強人意，雖然不影響閱讀，但每次看到他的畫功不足以渲染故事情感時總是會感到扼腕。林茲·洛夫里奇（Lynzee Loveridge）給予本作4顆星（滿分5星），表示：「水上的畫風有時會顯得過於幼稚，特別是畫到老人的時候。這需要點時間才能看得習慣，但故事的吸引力相當足，足以讓人忽略水準普通的畫功。」
「這本漫畫真厲害！」的編輯加山龍司稱，一般的少年漫畫通常將成年人描繪成對手，少年主角一邊打倒成年人一邊成長後，反而變成了當初自己討厭的那種成年人，不過本作對成年人的描寫就恰到好處。作品中的成年人神采飄逸、不壓迫人、些許固執、有自己的興趣，整題來說從容不迫，可說是「孩子們憧憬的存在」。

## 備註
1. ↑  原文：
2. ↑  原文：
3. ↑  原文：
4. ↑  原文：

## 外部連結
- Spirit circle-魂環-在動畫新聞網百科全書中的資料（英文）